# Скиба, Михаил Матвеевич
Михаил Матвеевич Скиба (1902 — 1980) — видный советский учёный в области гидравлики, доктор технических наук, профессор.

## Биография
Родился 18 ноября 1902 года в станице Рязанской Российской империи (ныне Краснодарского края).
В 1930 году окончил гидротехническое отделение инженерно-строительного факультета Донского политехнического института по специальности «Утилизация водной энергии».
С 1930 года в течение 50 лет непрерывно работал в Новочеркасском инженерно-мелиоративном институте — сначала ассистентом, совмещая работу  с учебой в аспирантуре, а затем доцентом. С 1932 по 1973 годы являлся заведующим кафедрой гидравлики.
В 1933—1935 годах являлся заместителем директора института по научно-учебной работе, а с 1944 по 1951 годы был деканом гидротехнического факультета.
В 1938 году ученым Советом МИИВХ Скибе присвоена ученая степень кандидата технических наук, в 1960 году он защитил докторскую диссертацию «Гидравлика сопряжения бьефов», представляющую капитальное теоретическое и экспериментальное научное исследование по одному из актуальных вопросов гидравлики и гидротехники.
Умер 1 июля 1980 года.

## Заслуги
Михаилом Матвеевичем Скибой выполнено более 90 работ по исследованию различных гидротехнических сооружений Северного Кавказа, в том числе исследования нижнего бьефа крупных гидроузлов и ряда гидротехнических сооружений донских оросительных систем; дюкера на Донском магистральном канале и водозабора из реки Дон.
Благодаря теоретическим и экспериментальным исследованиям трубчатых сооружений, выполненных Скибой, впервые в СССР сначала на Дону, а затем и в других регионах, представилась возможность к широкому внедрению в практику типовых конструкций сооружений, рассчитанных на работу в напорном гидравлическом режиме.
М. М. Скибой написано 195 работ, из которых опубликовано 102. Им подготовлено 25 кандидатов и 2 доктора наук.

## Награды
- Награждён орденами — «Октябрьской Революции» (1978), «Трудового Красного Знамени» (1953), «Знак Почета» (1961) и 6 медалями — «За оборону Кавказа» (1945), «За победу над Германией» (1946 и юбилейная − 1966), «За трудовую доблесть» (1961), «За доблестный труд» (1946), «Медаль ВДНХ» (1965).
- В 1963 году Скибе присвоено почетное звание «Заслуженный деятель науки РСФСР».

## Память
- В Новочеркасске на главном корпусе НГМА имеется мемориальная доска с надписью: «Здесь с 1930 по 1980 год работал видный учёный в области гидравлики, доктор технических наук, профессор Скиба Михаил Матвеевич. (1902-1980)».[2]
- В 2002 году в НГМА состоялась конференция, посвящённая 100-летию профессора М. М. Скибы.[3]